# Алекс Лен
Алекс Лен (укр. Олексій Лень; Антрацит, 16. јун 1993) украјински је кошаркаш. Игра на позицији центра, а тренутно наступа за Лос Анђелес лејкерсе.

## Каријера
Лен је кошарком почео да се бави са 13 година, а прве наступе у сениорској конкуренцији забележио је током сезоне 2010/11. у дресу Дњипра. 
Од 2011. до 2013. године похађао је Универзитет Мериленда. У дресу Мериленд терапинса уписао је 60 наступа, а просечно је по утакмици постизао 9,7 поена, хватао 7 скокова и делио 2,1 блокада. 
На НБА драфту 2013. године Лена су одабрали Финикс санси као 5. пика. Дана 29. августа 2013. потписао је и уговор са Сансима.